# Peter Plate
Peter Plate, né le 1er juillet 1967 à New Delhi, est un chanteur, musicien et producteur allemand. Entre 1991 et 2012, il fut le claviériste et chanteur (avec AnNa R )du duo pop Rosenstolz.

## Biographie

### Vie avantRosenstolz
Peter Plate naît le 1er juillet 1967 à New Delhi où son grand-père est diplomate, et arrive en Allemagne à l'âge de trois ans. Il passe son enfance à Hambourg puis à Goslar. Durant sa jeunesse, il apprend à jouer de l'orgue électrique et écrit une comédie musicale avec des amis à l'âge de 17 ans. Jeune adulte, il déménage à Brunswick, où il accomplit son service civil dans une maison de retraite. Dans cette même ville, il commence des études de pédagogie qu'il n'achève pas. Il est également membre d'un groupe éphémère. En décembre 1990, il déménage avec son compagnon Ulf Leo Sommer à Berlin, où il trouve un travail dans un salon de coiffure.

### Carrière musicale

#### De 1992 à 2012:Rosenstolz
Voir aussi : Rosenstolz
Peter Plate rencontre la chanteuse AnNa R. peu de temps après son arrivée à Berlin. Ensemble, ils écrivent des chansons qu'ils présentent dans des clubs locaux en tant que Rosenstolz. Le duo est rapidement repéré par le producteur Tom Müller grâce auquel ils commencent à travailler sur des albums studio. Durant sa carrière d'une durée de vingt ans, Rosenstolz a sorti 12 albums studios, 4 albums live, et plus de 40 singles dont plusieurs ont été classés dans les charts allemands, autrichiens et suisses. Six de leurs albums se sont classés Numéro 1 dans les charts allemands. Rosenstolz s'est séparé fin 2012, mais a laissé entendre la possibilité d'une future reconstitution.
En tant que musicien du groupe, Plate composait la musique et coécrivait les paroles avec sa partenaire AnNa R.. Dans des albums plus récents de Rosenstolz, il a également coécrit des chansons avec son compagnon Ulf Leo Sommer. Plate était également coproducteur des albums studio du duo, le premier étant Objekt der Begierde (Objet du désir) en 1996.

#### Depuis 2012: carrière solo
En avril 2013, Plate sort son premier album solo Schüchtern ist mein Glück (La timidité est ma chance). La plupart des chansons ont été coécrites avec Sommer et/ou avec Daniel Faust, un producteur et musicien ayant travaillé avec Rosenstolz. L'album est arrivé vingt-neuvième dans les charts allemands.

#### Collaborations
Plate a collaboré avec des artistes variés, dont la chanteuse Patricia Kaas pour laquelle il écrit et produit la chanson Herz eines Kämpfer (Le cœur d'un combattant) en 2005. Il a également travaillé avec le duo pop allemand 2raumwohnung pour qui il écrit, avec Sommer, les singles Besser geht's nicht (Ça ne va pas mieux) et 36 Grad (36 degrés) en 2007, puis Rette mich später (Sauve-moi plus tard) en 2009. Il collabore ensuite en 2011 avec la chanteuse anglaise Melanie C, venue à Berlin pour enregistrer Let there be love, une version anglaise du tube de Rosenstolz Liebe ist alles (L'amour est tout) datant de 2004, que Grégory Lemarchal avait déjà adapté en 2005 sous le titre de Je deviens moi.

### Militantisme
Pendant leur années Rosenstolz, Plate et AnNa R. ont créé plusieurs animations dans le but de récolter des fonds pour des associations en lutte contre le SIDA. Ils en seront récompensés par la Bundesverdienstkreuz (ordre du Mérite) en 2011.
Aux concerts de Rosenstolz, Plate protestait souvent contre les vues du pape sur l'homosexualité. En 1999, Rosenstolz sort le single Ja, ich will qui soutient le mariage homosexuel. Quelques années plus tard, le groupe écrit la chanson Laut pour protester contre l'invasion de 2003 en Irak.
En décembre 2013, Plate, avec l'aide de Carolina Bigge, lance une campagne pour mettre l'accent sur la situation des homosexuels en Russie après la loi interdisant la « propagande homosexuelle. » Ils sortent le single Zehn (Für Natascha und Olga) (Dix [Pour Natacha et Olga]), dont le bénéfices vont à des groupes en Russie, et ont également dirigé une manifestation devant l'ambassade de Russie à Berlin.

### Vie privée
Peter Plate rencontre Ulf Leo Sommer en 1990 avec lequel il conclut un partenariat enregistré en 2002. Le couple se sépare en 2010, après vingt ans de vie commune. Dans une interview de 2011, Plate explique que Sommer et lui sont restés en bons termes et sont voisins.

## Discographie
Voir aussi : Rosenstolz#Discographie

### Albums studio
Schüchtern ist mein Glück
Sortie : 5 avril 2013
Label : Island (Universal
Formats : téléchargement, CD, Vinyle
Performance dans les charts : classé no 29 en Allemagne

### Singles
Wir beide sind Musik - classé no 86 en Allemagne

Elektrisch - non-classé

## Sources
en (« Peter Plate »)
- Notices d'autorité :   - VIAF
  - ISNI
  - GND